# 蔡赟
蔡赟（1980年1月19日—），别名蔡子乔，江苏苏州姑苏区人，中国前男子羽毛球运动员，曾任中国国家羽毛球队队长。蔡赟原為單打項目選手，其後轉戰雙打並与傅海峰搭档，並稱「风云组合」；他們於2006年、2009年、2010年及2011年四度奪得世錦賽男雙冠軍，亦是中国国家羽毛球队贏得湯姆斯盃五連霸及蘇迪曼盃六連霸的重要成員；又在2012年倫敦奧運會奪得男雙金牌，成功完成大滿貫霸業。2016年6月下旬，蔡赟宣布正式退役。2021年，入選羽毛球世界聯會名人堂。

## 簡歷

### 童年成長
蔡赟生於江蘇蘇州，其名字是由父亲蔡四官翻着《新华字典》所取，但由于“赟”字较生僻，故其後又改了“蔡子乔”作别名。蔡赟小時候很有音乐天赋，6岁时已开始学习手风琴，後更获得手风琴十级证书，不时参與演出。小学三年级时，父母觉得他体质较弱，決定在体育老师介绍下帶他到苏州市儿童业余体校练习羽毛球；到六年级時，他已开始参加一些省级比赛，其後更夺得省运会男子单打和团体两项冠军，並进入省体工队。

### 早年及出道
1998年，蔡赟首次参加全国羽毛球锦标赛，他在比赛中接连战胜陈宏和吉新鹏等国家队队员，成為唯一一个打进八强的非国家队运动员。他在一年後被招进国家二队；但由於他的心脏一直有問題，以致经常身体不适，国家队教练朱波遂在2001年12月第九届全国运动会结束后著他退隊。回到省队之后，蔡赟作了一次详细的身体检查，始發現原來他的心脏較正常人先天多一根小血管，所以导致心动过速、头晕、窒息，并且特别容易疲劳。蔡赟於是接受射频消融手术根治了問題，並在2002年5月重新回到了国家队。
其時，適逢国家队剛失落汤姆斯杯，教练组決意將疲弱的男双隊伍徹底改革，特地调拨一些单打好手支援双打，蔡赟因而轉打双打。教练汤仙虎認為蔡赟善于用脑打球，网前技术精湛，出手的节奏、线路及落点的变化都控制得很好，正好與左手握拍、速度快的傅海峰组成刚柔相济的组合。他們的技术特点有明显的互补性，合作效果奇佳，在組合一周后的中国羽毛球公开赛上，这对新搭档便馬上击败赛事的头号种子丹麦的埃里克森/汉森，成功进入準決賽。隨著二人的表現越來越受外間注視，媒體和支持者便取他們名字的谐音（“峰”同“风”、“赟”同“云”），給他们起了「风云组合」的外號。
自此，蔡赟/傅海峰成为国家队的一双重点栽培对象，他們並在2004年湯姆斯盃作为一号男双，助中国男队在12年后重夺湯姆斯盃。同年，「风云组合」首次參加奥运会，惜最终以1比2（15-3、11-15、8-15）不敵丹麥的埃里克森/伦加德，八强止步。

### 公開賽、世錦賽初奪冠
2005年初，蔡赟/傅海峰在德國羽毛球公開賽贏得他們首項公开赛冠軍。一周以后，他們再戰全英羽毛球公開賽，並在決賽以2比0（15-10、15-6）擊敗應屆世锦赛冠军、丹麥組合拉斯姆森/帕斯克，贏得冠軍；這是中国男双繼李永波/田秉毅在1991年奪冠後，時隔14年始再重夺的全英賽冠军。同年6月，蔡赟入選蘇迪曼盃的代表隊，最終助國家隊重奪這項失落一屆的獎盃。
2006年，蔡赟/傅海峰在年初参加的四项公开赛中皆能进入四强并两夺冠军，世界排名亦高踞第一位。5月份，蔡/傅作为一号男双，助中国队在湯姆斯盃決賽擊敗丹麦队，成功衛冕。同年9月，「风云组合」出戰西班牙舉行的世界羽毛球錦標賽，這對头号种子以連續四輪2比0的佳績晋级決賽，对戰英格兰组合罗伯·布莱尔/安东尼·克拉克；最後，他們仅用时27分钟，就以2比0（21-9、21-13）完胜對手，贏得個人首個单项世界冠军；這亦是中国男双繼1989年后，時隔17年重夺的世锦赛冠军。

### 失落京奧金牌
2007年，「風雲組合」的成績持續強勢，接連拿下新加坡超級賽、印尼超級賽、中國大師賽及法國超級賽的冠軍，以及全英超級賽、丹麥超級賽及香港超級賽的亞軍；團體賽方面，又助中國隊成功衛冕蘇迪曼盃。可惜在年中進行的世界羽毛球錦標賽，他們卻在半準決賽以1比2（21-15、18-21、19-21）敗於東道主馬來西亞的钟腾福/李万华組合，无缘卫冕。
踏入2008年奧運年，蔡贇/傅海峰在年初拿下了韓國超級賽和泰國公開賽冠軍，又助中國隊成功取得湯姆斯盃三連霸。同年8月，他們以東道主及赛会2号种子的身份出戰奧林匹克運動會羽毛球男子雙打比賽，他们在頭三場比賽以三個2比0比分先後战胜了丹麦的埃里克森/汉森、美国的马莱通/巴赫和韩国的黃智萬/李在珍，順利殺入決賽，对阵印尼组合、赛会的1号种子亨德拉·塞蒂亚万/马尔基斯·基多。最終，「風雲組合」在領先一局的情況下，被對手以1-2反勝，僅得一枚银牌，但已創下中國男双的最佳奧運成绩。
北京奥运会後，蔡赟表示考慮退役，教練組於是把「風雲組合」拆对，分别搭档小将徐晨、沈烨出战丹麦超級赛。及後，蔡赟放棄退役念頭，「風雲組合」遂繼續為倫敦奧運打拼。

### 2010年 世錦賽三連霸
經歷令人失望的奧運會和短暫拆對後，「風雲組合」回到賽場爭取佳績。2009年8月，他們再次闖進世界羽毛球錦標賽決賽，與去屆亞軍、韩国組合鄭在成/李龍大爭奪冠軍。最終，双方戰至决胜局，並从18-18僵持到26-26，蔡赟/傅海峰在错失6个赛点后才以28-26力克对手，艰难地重奪這項世錦賽冠军。
此後，風雲經歷了一段低迷，僅能贏得中國大師賽和韓國超級賽亞軍，世界排名更一度下滑至第28位。2010年8月，他們以五号种子身分再戰世界羽毛球錦標賽，先後淘汰三号种子丹麦的玛蒂亚斯·鲍伊/卡斯腾·摩根森及奥运冠军印尼的马尔基斯·基多/亨德拉·塞蒂亚万，及時重拾佳態勇闖決賽。最終，他們在先输一局下以2比1（18-21、21-18、21-14）逆转世界排名第一的马来西亚组合古健杰/陳文宏取胜，成为世锦赛历史上第一对三奪冠軍的男双組合。

### 2011年 世錦賽四連霸
一年後，蔡赟/傅海峰再度出戰倫敦舉行的世界羽毛球錦標賽。在首轮轮空后，他們先後淘汰俄罗斯、日本和丹麦选手，在準決賽迎战宿敌韩国組合鄭在成/李龍大，这亦是雙方连续3届在世锦赛對決；最終，风云直落2局获胜，与另一对韩国选手高成炫/柳延星爭標。決賽中，风云组合先在首局挽救三个局点下險勝，再乘胜拿下第二局，以2比0（24-22、21-16）击败對手，歷史性地实现世锦赛三连冠，同时也成為首對四次夺取世锦赛男双冠军的組合。

### 2012年 倫敦奧運奪金
2012年7月，蔡赟/傅海峰代表中國出戰英國倫敦舉行的奥林匹克运动会羽毛球比賽男子雙打項目，被列为頭号种子。在小組賽階段，他們先後擊敗澳大利亞的罗斯·史密斯/格伦·沃夫、德國的英格·金德沃克/约翰尼斯·斯科特勒和中華台北的方介民/李勝木，順利晉級淘汰賽；並在首輪賽事以2比0擊敗隊友柴飚/郭振东，殺入四強。在準決賽上，蔡赟/傅海峰直落两局（21-9、21-19）擊敗马来西亚「钻石组合」古健杰/陳文宏，连续两届奥运会杀入男双决赛。
2012年8月5日，「风云组合」在决赛对阵世界排名第三的丹麦组合玛蒂亚斯·鲍伊/卡斯腾·摩根森，最终，他們只用了45分钟就以21-16、21-15直落两局击敗對手，夺得金牌，並助中国羽毛球队首次包揽奥运会全部五金。賽後，蔡赟表示雙方水平其實很接近，关键是他们的信心更足一些，所以最终赢得了胜利。

### 2013年 世錦賽晉四強
2013年8月，蔡赟/傅海峰出戰中國廣州舉行的世界羽毛球錦標賽男子雙打項目。他們列為8號種子，故在首圈輪空；第二圈以2比0輕取比利時的對手後，第三圈又以2-0擊敗11號種子、马来西亚的云天豪/陈伟强晉級。及至半準決賽，他們面對4號種子、日本的遠藤大由/早川賢一，以2比0獲勝；但在準決賽與6號種子、印尼組合亨德拉·塞蒂亚万/穆罕默德·阿赫桑的對戰中，卻以0比2（19-21、17-21）落敗，无缘实现世锦赛男双四连冠。賽後，蔡赟表示自己还没想过退役，会经过全运会的调整，为明年的汤姆斯杯和亚运会做准备。

### 2015年 世錦賽
2015年8月，蔡赟參加印尼雅加達舉行的世界羽毛球錦標賽，與鲁恺合作出戰男子雙打項目，他們在首圈以2-0輕取印度組合晉級，但在第二圈就以1比2（21-12、18-21、21-23）不敵16號種子、日本的橋本博且/平田典靖出局。赛后，蔡赟表示，自己年龄大了，希望搭档能够多给他一些保护，否则自己精力会分散的比较多；他感觉鲁恺在关键时刻有些顶不住，以致最后阶段精力不够集中，导致失误落敗。此外，他宣布本届是自己最后一届世锦赛，尽管自己很想参加奥运会，但是很有可能最终还要把机会留给年轻队员；自己對世锦赛最大的遗憾，是没能跟丹麦老对手鲍伊/摩根森较量。
2016年2月，丹麥名將卡斯腾·摩根森因右脑动脉瘤破裂而进行开颅手术，其搭檔玛蒂亚斯·鲍伊希望在摩根森康复期间，和蔡赟搭档参加比赛，而蔡赟本人也予以证实，但最终卻因中国羽毛球协会不同意两人搭档，跨国组合计划泡汤。
2016年6月下旬，蔡赟在其微博上宣布正式退役，结束19年的国家队生涯，在退役後將會以推廣羽毛球為主，並在微信開立公眾號《和蔡赟聊羽毛球》。同年进入南京体育学院担任教师，2021年转入上海体育大学任职。2025年6月28日，公示拟任上海体育大学教练员学院副院长。

### 入選世界羽聯名人堂
2021年6月2日，世界羽聯宣布蔡贇與另外兩位中國籍運動員張寧、傅海峰一同入選羽毛球世界聯會名人堂。

## 主要比賽成績
只列出曾進入準決賽的國際賽事成績：
| 年份   | 賽事                     | 公開賽級別 | 項目     | 拍檔   | 成績   |
| ------ | ------------------------ | ---------- | -------- | ------ | ------ |
| 1998年 | 世界青年羽毛球錦標賽     | 其他       | 男子雙打 | 江山   | 銀牌   |
| 1998年 | 世界青年羽毛球錦標賽     | 其他       | 混合雙打 | 谢杏芳 | 銅牌   |
| 2002年 | 中国羽毛球公开赛         |            | 男子雙打 | 傅海峰 | 準決賽 |
| 2003年 | 泰国羽毛球公开赛         |            | 男子雙打 | 傅海峰 | 準決賽 |
| 2003年 | 世界羽毛球錦標賽         | 其他       | 男子雙打 | 傅海峰 | 銅牌   |
| 2003年 | 德国羽毛球公开赛         |            | 男子雙打 | 傅海峰 | 亞軍   |
| 2003年 | 马来西亚羽毛球公开赛     |            | 男子雙打 | 傅海峰 | 亞軍   |
| 2003年 | 中国羽毛球公开赛         |            | 男子雙打 | 傅海峰 | 準決賽 |
| 2004年 | 瑞士羽毛球公开赛         |            | 男子雙打 | 傅海峰 | 冠軍   |
| 2004年 | 全英羽毛球公開賽         |            | 男子雙打 | 傅海峰 | 準決賽 |
| 2004年 | 日本羽毛球公开赛         |            | 男子雙打 | 傅海峰 | 冠軍   |
| 2004年 | 湯姆斯盃                 | 其他       | 男子團體 | －     | 金牌   |
| 2004年 | 印尼羽毛球公开赛         |            | 男子雙打 | 傅海峰 | 亞軍   |
| 2005年 | 德国羽毛球公开赛         |            | 男子雙打 | 傅海峰 | 冠軍   |
| 2005年 | 全英羽毛球公开赛         |            | 男子雙打 | 傅海峰 | 冠軍   |
| 2005年 | 日本羽毛球公开赛         |            | 男子雙打 | 傅海峰 | 準決賽 |
| 2005年 | 蘇迪曼盃                 | 其他       | 混合團體 | －     | 金牌   |
| 2005年 | 马来西亚羽毛球公开赛     |            | 男子雙打 | 傅海峰 | 亞軍   |
| 2005年 | 香港羽毛球公開賽         |            | 男子雙打 | 傅海峰 | 冠軍   |
| 2005年 | 羽毛球世界杯             | 其他       | 男子雙打 | 傅海峰 | 金牌   |
| 2006年 | 中国羽毛球大师赛         |            | 男子雙打 | 傅海峰 | 亞軍   |
| 2006年 | 湯姆斯盃                 | 其他       | 男子團體 | －     | 金牌   |
| 2006年 | 马来西亚羽毛球公开赛     |            | 男子雙打 | 傅海峰 | 準決賽 |
| 2006年 | 中华台北羽毛球公开赛     |            | 男子雙打 | 傅海峰 | 冠軍   |
| 2006年 | 澳门羽毛球公开赛         |            | 男子雙打 | 傅海峰 | 冠軍   |
| 2006年 | 世界羽毛球錦標賽         | 其他       | 男子雙打 | 傅海峰 | 金牌   |
| 2006年 | 香港羽毛球公開賽         |            | 男子雙打 | 傅海峰 | 準決賽 |
| 2006年 | 日本羽毛球公開賽         |            | 男子雙打 | 傅海峰 | 準決賽 |
| 2006年 | 中国羽毛球公开赛         |            | 男子雙打 | 傅海峰 | 亞軍   |
| 2006年 | 羽毛球世界盃             | 其他       | 男子雙打 | 傅海峰 | 銅牌   |
| 2006年 | 亞洲運動會羽毛球比賽     | 其他       | 男子團體 | －     | 金牌   |
| 2007年 | 全英羽毛球超級賽         | 超級賽     | 男子雙打 | 傅海峰 | 亞軍   |
| 2007年 | 新加坡羽毛球超級賽       | 超級賽     | 男子雙打 | 傅海峰 | 冠軍   |
| 2007年 | 印尼羽毛球超級賽         | 超級賽     | 男子雙打 | 傅海峰 | 冠軍   |
| 2007年 | 蘇迪曼盃                 | 其他       | 混合團體 | －     | 金牌   |
| 2007年 | 中國羽毛球大師賽         | 超級賽     | 男子雙打 | 傅海峰 | 冠軍   |
| 2007年 | 澳門羽毛球黃金大獎賽     | 黃金大獎賽 | 男子雙打 | 傅海峰 | 準決賽 |
| 2007年 | 丹麥羽毛球超級賽         | 超級賽     | 男子雙打 | 傅海峰 | 準決賽 |
| 2007年 | 法國羽毛球超級賽         | 超級賽     | 男子雙打 | 傅海峰 | 冠軍   |
| 2007年 | 香港羽毛球超級賽         | 超級賽     | 男子雙打 | 傅海峰 | 亞軍   |
| 2008年 | 韓國羽毛球超級賽         | 超級賽     | 男子雙打 | 傅海峰 | 冠軍   |
| 2008年 | 馬來西亞羽毛球超級賽     | 超級賽     | 男子雙打 | 傅海峰 | 準決賽 |
| 2008年 | 湯姆斯盃                 | 其他       | 男子團體 | －     | 金牌   |
| 2008年 | 泰國羽毛球黃金大獎賽     | 黃金大獎賽 | 男子雙打 | 傅海峰 | 冠軍   |
| 2008年 | 奧林匹克運動會羽毛球比賽 | 其他       | 男子雙打 | 傅海峰 | 銀牌   |
| 2008年 | 中國羽毛球大師賽         | 超級賽     | 男子雙打 | 傅海峰 | 準決賽 |
| 2008年 | 丹麥羽毛球超級賽         | 超級賽     | 男子雙打 | 徐晨   | 準決賽 |
| 2008年 | 法國羽毛球超級賽         | 超級賽     | 男子雙打 | 徐晨   | 亞軍   |
| 2009年 | 全英羽毛球超級賽         | 超級賽     | 男子雙打 | 傅海峰 | 冠軍   |
| 2009年 | 瑞士羽毛球超級賽         | 超級賽     | 男子雙打 | 傅海峰 | 準決賽 |
| 2009年 | 蘇迪曼盃                 | 其他       | 混合團體 | －     | 金牌   |
| 2009年 | 印尼羽毛球超級賽         | 超級賽     | 男子雙打 | 傅海峰 | 亞軍   |
| 2009年 | 世界羽毛球锦标赛         | 其他       | 男子雙打 | 傅海峰 | 金牌   |
| 2009年 | 中國羽毛球大師賽         | 超級賽     | 男子雙打 | 傅海峰 | 亞軍   |
| 2010年 | 韓國羽毛球超級賽         | 超級賽     | 男子雙打 | 傅海峰 | 亞軍   |
| 2010年 | 湯姆斯盃                 | 其他       | 男子團體 | －     | 金牌   |
| 2010年 | 世界羽毛球錦標賽         | 其他       | 男子雙打 | 傅海峰 | 金牌   |
| 2010年 | 中國羽毛球大師賽         | 超級賽     | 男子雙打 | 傅海峰 | 冠軍   |
| 2010年 | 日本羽毛球超級賽         | 超級賽     | 男子雙打 | 傅海峰 | 冠軍   |
| 2010年 | 亞洲運動會羽毛球比賽     | 其他       | 男子團體 | －     | 金牌   |
| 2010年 | 世界羽聯超級系列賽總決賽 | 超級賽     | 男子雙打 | 傅海峰 | 準決賽 |
| 2011年 | 全英羽毛球首要超級賽     | 首要超級賽 | 男子雙打 | 傅海峰 | 準決賽 |
| 2011年 | 亞洲羽毛球錦標賽         | 其他       | 男子雙打 | 傅海峰 | 金牌   |
| 2011年 | 蘇迪曼盃                 | 其他       | 混合團體 | －     | 金牌   |
| 2011年 | 印尼羽毛球首要超級賽     | 首要超級賽 | 男子雙打 | 傅海峰 | 冠軍   |
| 2011年 | 新加坡羽毛球超級賽       | 超級賽     | 男子雙打 | 傅海峰 | 冠軍   |
| 2011年 | 世界羽毛球錦標賽         | 其他       | 男子雙打 | 傅海峰 | 金牌   |
| 2011年 | 日本羽毛球超級賽         | 超級賽     | 男子雙打 | 傅海峰 | 冠軍   |
| 2011年 | 中国羽毛球大师赛         | 超級賽     | 男子雙打 | 傅海峰 | 亞軍   |
| 2011年 | 丹麥羽毛球首要超級賽     | 首要超級賽 | 男子雙打 | 傅海峰 | 亞軍   |
| 2011年 | 法國羽毛球超級賽         | 超級賽     | 男子雙打 | 傅海峰 | 亞軍   |
| 2011年 | 香港羽毛球超級賽         | 超級賽     | 男子雙打 | 傅海峰 | 冠軍   |
| 2012年 | 韓國羽毛球首要超級賽     | 首要超級賽 | 男子雙打 | 傅海峰 | 冠軍   |
| 2012年 | 全英羽毛球首要超級賽     | 首要超級賽 | 男子雙打 | 傅海峰 | 亞軍   |
| 2012年 | 湯姆斯盃                 | 其他       | 男子團體 | －     | 金牌   |
| 2012年 | 奧林匹克運動會羽毛球比賽 | 其他       | 男子雙打 | 傅海峰 | 金牌   |
| 2012年 | 香港羽毛球超級賽         | 超級賽     | 男子雙打 | 傅海峰 | 冠軍   |
| 2012年 | 世界羽聯超級系列賽總決賽 | 首要超級賽 | 男子雙打 | 傅海峰 | 準決賽 |
| 2013年 | 蘇迪曼盃                 | 其他       | 混合團體 | －     | 金牌   |
| 2013年 | 新加坡羽毛球超級賽       | 超級賽     | 男子雙打 | 傅海峰 | 準決賽 |
| 2013年 | 世界羽毛球錦標賽         | 其他       | 男子雙打 | 傅海峰 | 銅牌   |
| 2013年 | 中國羽毛球首要超級賽     | 首要超級賽 | 男子雙打 | 柴飚   | 準決賽 |
| 2014年 | 新加坡羽毛球超級賽       | 超級賽     | 男子雙打 | 鲁恺   | 冠軍   |
| 2014年 | 中國羽毛球大師賽         | 黃金大獎賽 | 男子雙打 | 鲁恺   | 準決賽 |
| 2014年 | 湯姆斯盃                 | 其他       | 男子團體 | －     | 銅牌   |
| 2014年 | 亞洲運動會羽毛球比賽     | 其他       | 男子團體 | －     | 銀牌   |
| 2015年 | 瑞士羽毛球黃金大獎賽     | 黃金大獎賽 | 男子雙打 | 鲁恺   | 冠軍   |
| 2015年 | 亞洲羽毛球錦標賽         | 其他       | 男子雙打 | 鲁恺   | 銅牌   |
| 2015年 | 蘇迪曼盃                 | 其他       | 混合團體 | －     | 金牌   |

| 2007-2017年 | 首要超級賽 | 超級賽 | 黃金大獎賽 | 大獎賽 | 國際挑戰賽 | 國際系列賽 | 未來系列賽 | 其他 |

### 世界冠軍頭銜
蔡赟在羽毛球生涯中共奪得17項羽毛球世界冠軍頭銜。
| 賽事                     | 奪冠次數 | 年份                                                       |
| ------------------------ | -------- | ---------------------------------------------------------- |
| 奧林匹克運動會羽毛球比賽 | 1        | 2012年（男子雙打）                                         |
| 世界羽毛球錦標賽         | 4        | 2006年、2009年、2010年、2011年（男子雙打）                 |
| 湯姆斯盃                 | 5        | 2004年、2006年、2008年、2010年、2012年（男子團體）         |
| 蘇迪曼盃                 | 6        | 2005年、2007年、2009年、2011年、2013年、2015年（混合團體） |
| 羽毛球世界杯             | 1        | 2005年（男子雙打）                                         |
| 總計                     | 17       |                                                            |

### 奧運會和世錦賽參賽紀錄
|          | 搭檔   | 2004 | 2005 | 2006 | 2007 | 2008 | 2009 | 2010 | 2011 | 2012 | 2013 | 2014 | 2015 |
| -------- | ------ | ---- | ---- | ---- | ---- | ---- | ---- | ---- | ---- | ---- | ---- | ---- | ---- |
| 男子雙打 | 傅海峰 | 8強  | 16強 | 金牌 | 8強  | 銀牌 | 金牌 | 金牌 | 金牌 | 金牌 | 銅牌 | －   | －   |
| 男子雙打 | 鲁恺   | －   | －   | －   | －   | －   | －   | －   | －   | －   | －   | －   | 32強 |

## 主要對賽紀錄
蔡贇與不同搭檔的主要對手的對賽成績如下（只列出對賽六次或以上對手，截至2017年11月26日）：
男雙 - 傅海峰
| 對手                              | 對賽次數 | 對賽結果 | 對賽結果 | 總計 |
| 對手                              | 對賽次數 | 勝       | 負       | 總計 |
| --------------------------------- | -------- | -------- | -------- | ---- |
| 鄭在成 李龍大                     | 21       | 9        | 12       | -3   |
| 陳文宏 古健傑                     | 15       | 11       | 4        | +7   |
| 卡斯騰·摩根森 瑪蒂亞斯·鮑伊       | 11       | 7        | 4        | +3   |
| 馬丁·倫加德·漢森 延斯·埃里克森    | 11       | 6        | 5        | +1   |
| 盧盧克·哈迪揚托 阿爾文特·尤利安托 | 10       | 8        | 2        | +6   |
| 李萬華 鍾騰福                     | 10       | 4        | 6        | -2   |
| 亨德拉·塞蒂亞萬 馬爾基斯·基多     | 9        | 6        | 3        | +3   |
| 喬納斯·拉斯姆森 拉爾斯·帕斯克     | 9        | 4        | 5        | -1   |
| 高成炫 柳延星                     | 8        | 7        | 1        | +6   |
| 白國豪 吳俊明                     | 7        | 7        | 0        | +7   |
| 王順福 陳斌生                     | 7        | 6        | 1        | +5   |
| 川前直樹 佐藤翔治                 | 6        | 6        | 0        | +6   |
| 李勝木 方介民                     | 6        | 6        | 0        | +6   |
| 吳俊明 陳甲亮                     | 6        | 3        | 3        | 0    |
| 其他選手                          | 259      | 228      | 31       | +197 |
| 總計                              | 395      | 318      | 77       | +241 |

## 個人生活

### 家庭
蔡赟的妻子是前中国花樣游泳队名将、现中国花游队教练王娜，二人於2010年4月登記結婚，並於2012年4月誕下一女。

### 教育
蔡赟于2014年9月成为北京交通大学法学院学生。